# Rio Ave FC
Rio Ave Futebol Clube je profesionální fotbalový klub, který působí ve Vila do Conde, v severním Portugalsku. V současné době hraje v první divizi, na Estádio dos Arcos, multi-sportovní stadion používaný především pro fotbalové zápasy, s kapacitou 12 815 lidí a postaveným v roce 1985. Klubové barvy jsou zelená, bílá a červená. V klubu ve svých začátcích působili portugalští reprezentanti Alfredo, Paulinho Santos a Rui Jorge.

## Úspěchy
- 2× vítěz Segunda Ligy (1995/96, 2002/03)[1]
- 1× vítěz Segunda Divisão – Zona Norte (1985/86)[pozn. 1][2]

## Výsledky v evropských pohárech
Klub se představil v Evropské lize v sezóně 2014/15 díky účasti ve finále portugalského poháru, kde prohrál s Benficou Lisabon 0:2.
| Ročník  | Soutěž             | Kolo        | Soupeř              | Doma | Venku | Celkem  | Postup             |
| ------- | ------------------ | ----------- | ------------------- | ---- | ----- | ------- | ------------------ |
| 2014/15 | Evropská liga UEFA | 3. předkolo | IFK Göteborg        | 0:0  | 1:0   | 1:0     | postup             |
| 2014/15 | Evropská liga UEFA | 4. předkolo | IF Elfsborg         | 1:0  | 1:2   | 2:2 (v) | postup             |
| 2014/15 | Evropská liga UEFA | Skupina J   | FK Dynamo Kyjev     | 0:3  | 0:2   |         | vyřazen (4. místo) |
| 2014/15 | Evropská liga UEFA | Skupina J   | FC Steaua București | 2:2  | 1:2   |         | vyřazen (4. místo) |
| 2014/15 | Evropská liga UEFA | Skupina J   | Aalborg BK          | 2:0  | 0:1   |         | vyřazen (4. místo) |